# U-Bahnhof Wartenau

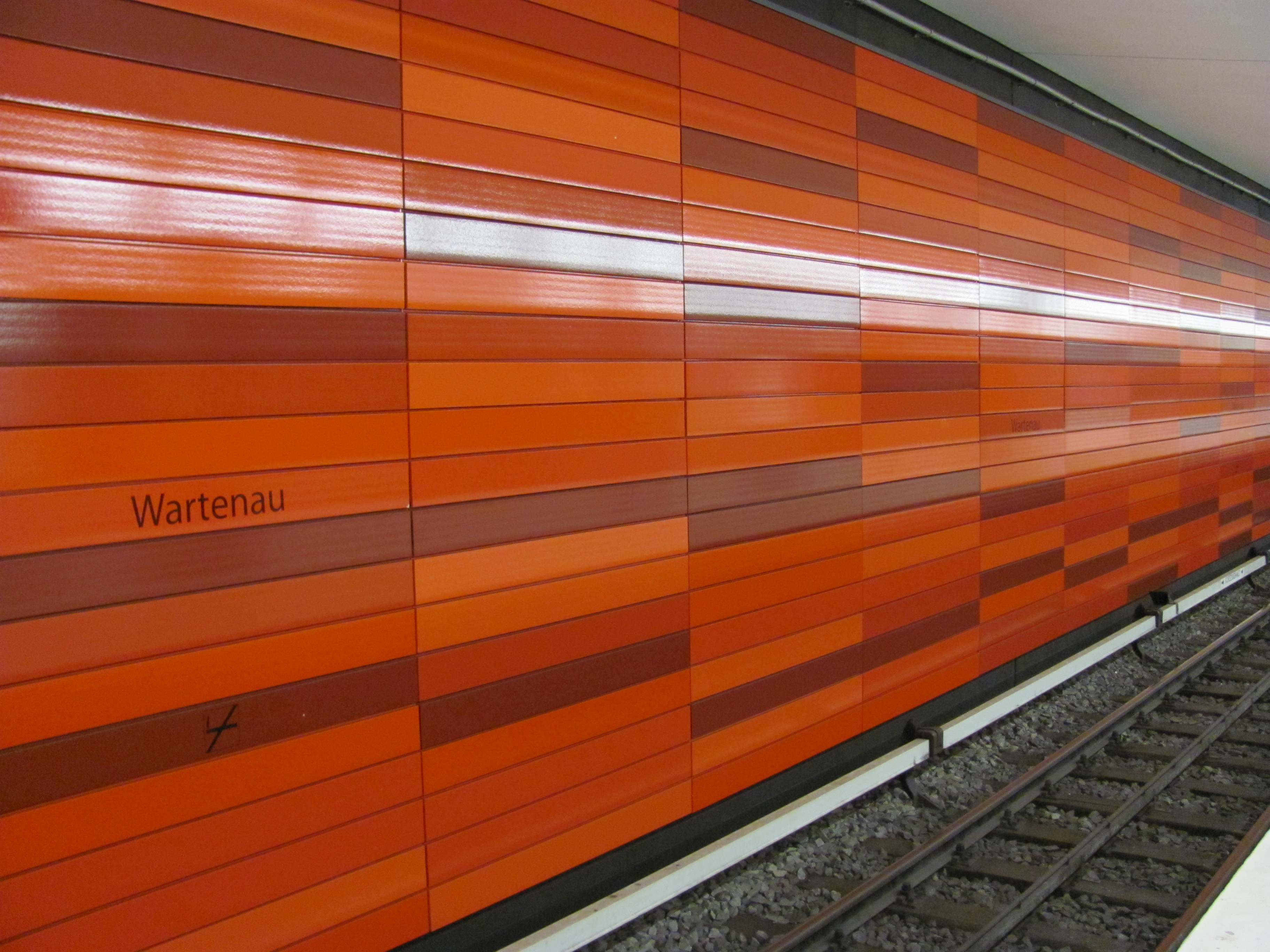
2007 bis 2008 erneuerte Wandfliesen hinter den Bahnsteiggleisen

Der U-Bahnhof Wartenau ist eine Tunnel-Haltestelle der Hamburger U-Bahn-Linie U1 auf der Grenze der Stadtteile Eilbek und Hohenfelde. Das Kürzel der Station bei der Betreiber-Gesellschaft Hamburger Hochbahn lautet „WA“. Der U-Bahnhof hat täglich 15.409 Ein- und Aussteiger (Mo–Fr, 2019).

## Aufbau
Der U-Bahnhof Wartenau liegt unter der Wandsbeker Chaussee etwa zwischen der Kreuzung mit der namensgebenden Straße Wartenau und der Conventstraße. In zweifacher Tieflage unter der Straße befindet sich der etwa 120 Meter lange Mittelbahnsteig. Zu beiden Enden schließen sich Treppen an, die in Vorhallen in einfacher Tieflage führen. In der westlichen Vorhalle befindet sich das Wandbild „Ländliche Vorstadt“ von Tom Hops. Von dort aus lässt sich über jeweils mehrere Aufgänge die Oberfläche erreichen. Die Anlage ist über Aufzüge barrierefrei zugänglich.
Östlich des Bahnsteigs befindet sich ein Kehrgleis, das vorwiegend im Falle von Betriebsstörungen genutzt wird.
Die beiden Nachbarstationen Lübecker Straße und Ritterstraße liegen jeweils etwa 800 Meter entfernt.

## Geschichte
Wartenau wurde als Teil der sogenannten Wandsbeker U-Bahn errichtet, die den starken Straßenbahnverkehr auf der Wandsbeker Chaussee ersetzte. Damit wurde an der Oberfläche Platz für den sechsspurigen Ausbau der Bundesstraße 75 geschaffen. Die Eröffnung fand im Oktober 1961 statt. Zunächst endeten die Fahrten aus Richtung Innenstadt an der Station Wartenau. Erst etwa ein Jahr später konnten der Verkehr weiter bis Wandsbek Markt aufgenommen werden. Im Winter 2007/08 wurde der Bahnsteigbereich umfassend umgestaltet, er wird seitdem durch verschiedene Rotorange-Töne an den Wänden geprägt.

## Verkehrsbedienung
Die Linie U1 wird tagsüber im 5-Minuten-Takt bedient, in den Hauptverkehrszeiten finden Verstärkungsfahrten statt. Abends und sonntags besteht ein 10-Minuten-Takt. In den Nächten auf Sonnabende sowie Sonn- und Feiertage fährt die U-Bahn durchgehend alle 20 Minuten.
| Linie | Verlauf |
| ----- | --- |
| U 1   | Norderstedt Mitte – Richtweg – Garstedt – Ochsenzoll – Kiwittsmoor – Langenhorn Nord – Langenhorn Markt – Fuhlsbüttel Nord – Fuhlsbüttel – Klein Borstel – Ohlsdorf – Sengelmannstraße (City Nord) – Alsterdorf – Lattenkamp (Sporthalle) – Hudtwalckerstraße – Kellinghusenstraße – Klosterstern – Hallerstraße – Stephansplatz (Oper/CCH) – Jungfernstieg – Meßberg – Steinstraße – Hauptbahnhof Süd – Lohmühlenstraße – Lübecker Straße – Wartenau – Ritterstraße – Wandsbeker Chaussee – Wandsbek Markt – Straßburger Straße – Alter Teichweg – Wandsbek-Gartenstadt – Trabrennbahn – Farmsen – Oldenfelde – Berne – Meiendorfer Weg – Volksdorf / Streckenast Ohlstedt – Buckhorn – Hoisbüttel – Ohlstedt \ Streckenast Großhansdorf – Buchenkamp – Ahrensburg West – Ahrensburg Ost – Schmalenbeck – Kiekut – Großhansdorf |

Am U-Bahnhof Wartenau besteht Übergang zu den MetroBus-Linien 16 und 25 und zur NachtBus-Linie 608, die nur montags bis freitags verkehrt.
| Linie | Verlauf |
| ----- | --- |
| 16    | Rahlstedt – Farmsen – Eilbek – U Wartenau – Hauptbahnhof – St. Pauli – Altona – Elbe-Einkaufszentrum / Schenefeld |
| 25    | Altona – Eppendorf – Winterhude – U Wartenau – Hamm – Hammerbrook                                                 |
| 608   | St. Pauli – Rathausmarkt – U Wartenau – Wandsbek – Rahlstedt                                                      |

Neben den Eingängen auf der Südwestseite der Haltestelle ist eine Station von StadtRAD Hamburg.